# Andy Warhol (brano musicale)
Andy Warhol è un brano musicale scritto dall'artista inglese David Bowie, ottava traccia dell'album Hunky Dory del 1971.
Uscito su 45 giri nel 1972 come lato B di Changes, il brano venne in seguito pubblicato dalla cantante Dana Gillespie come singolo e nell'album Weren't Born a Man, con i contributi di Mick Ronson alla chitarra elettrica e Bowie all'accompagnamento vocale e alla chitarra acustica.
Nella sezione finale del brano Master of Puppets dei Metallica è presente una versione leggermente modificata del riff di Andy Warhol. Lo stesso Kirk Hammett ha dichiarato che David Bowie ebbe una grossa influenza durante l'incisione del disco Master of Puppets, e citando esplicitamente il brano Andy Warhol, ha ammesso che: «Se ascoltate Andy Warhol di David Bowie, sentirete qualcosa che vi farà dire: "Ah ok, Bowie ha avuto una grande influenza sulla musica dei Metallica". Non intendo dire dove si trovi o cosa sia, questo lo lascio a voi [da capire].»
Andy Warhol è stata citata come fonte di ispirazione da John Frusciante, chitarrista dei Red Hot Chili Peppers che ha ammesso durante uno show da solista come l'intro di Under the Bridge sia stato influenzato proprio da questo brano.
Nel 2003 è stata la sigla di Invisibili, programma televisivo condotto da Marco Berry andato in onda su Italia 1.

## Il brano
L'interesse per il guru della Pop art era emerso già nel 1969, quando Bowie aveva tentato con scarso successo di ricreare a Beckenham un "laboratorio artistico" ispirato alla Factory dell'artista americano. Durante l'ultima fase di lavorazione di Hunky Dory il gusto della fusione tra musica e messa in scena aveva iniziato a personalizzare il look di David grazie alla produzione intitolata Pork, adattamento compiuto da Warhol di una raccolta di conversazioni registrate negli ambienti equivoci di New York andato in scena alla Roundhouse di Londra, che per il cantante rappresentò un punto di svolta. Alcuni mesi dopo la registrazione del brano, in occasione del viaggio a New York per firmare il contratto con la RCA ebbe luogo il primo incontro con Andy Warhol a cui Bowie fece ascoltare l'acetato appena stampato. «Lo detestava, assolutamente», ricordò nel 1997, «era imbarazzatissimo, credo che pensasse che in quella canzone io lo buttassi giù, ma non era affatto quella la mia intenzione, era piuttosto una sorta di ironico hommage che gli dedicavo. La prese veramente male, ma gli piacevano le mie scarpe». Nel 1996 il cantante ha interpretato proprio il ruolo di Warhol nel film Basquiat di Julian Schnabel.
(David Bowie, 1972)

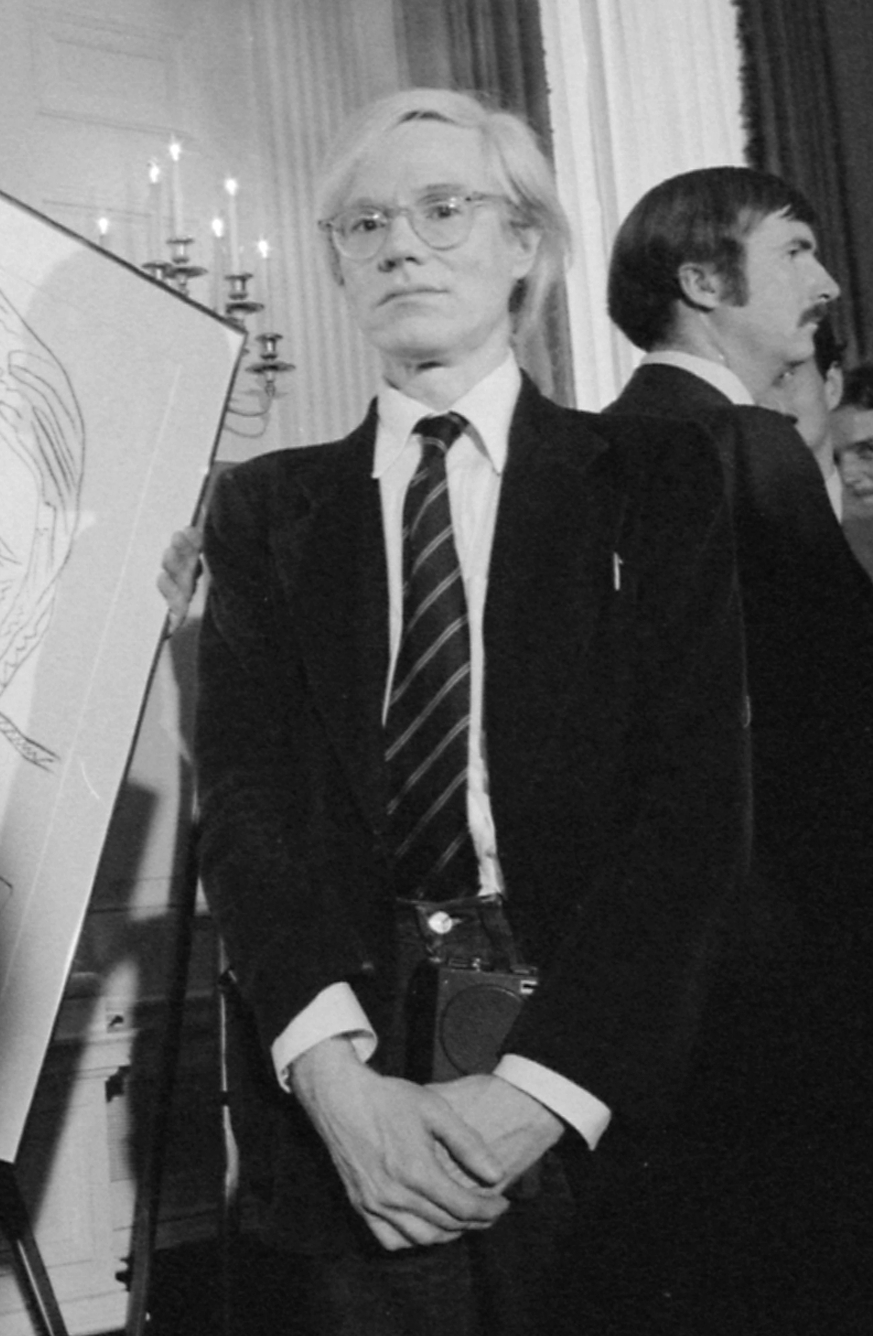
Andy Warhol nel 1977.

Con il duetto di chitarre acustiche in stile flamenco e l'eccentrica introduzione parlata in cui il produttore Ken Scott annuncia "Questa è Andy Warhol e questa è la registrazione numero uno", immediatamente corretto nella pronuncia da David, è probabilmente il più noto tra i tributi della seconda facciata di Hunky Dory dedicati alle influenze statunitensi di Bowie. In questo brano il cantante esalta l'appropriazione da parte di Warhol del motto di Oscar Wilde, secondo il quale "o si è un'opera d'arte o la si indossa", con la conseguente confusione del confine tra artista e artificio.
Bowie usa Warhol come una bambola di carta, mettendolo contro vari contesti e osservando le sue reazioni assenti, aggrappandosi alla noia della sua vita e vedendolo come lui avrebbe visto se stesso, a distanza, senza emozione visibile e con un vago senso di divertimento. Attraverso riferimenti ai dipinti, alle serigrafie, ai film e alle performance dal vivo di Warhol, che avevano catturato il consumismo e il lato oscuro della vita, il cantante anticipa la sua decisione di assumere egli stesso il ruolo di tela bianca sulla quale iscrivere il suo status di stella del rock. Il tutto in linea con i pensieri che lo assillavano nel 1971, quando la gestazione del personaggio di Ziggy Stardust stava per giungere alla conclusione.

## Formazione
- David Bowie - voce, chitarra acustica
- Mick Ronson - chitarra acustica, percussioni

## Andy Warholdal vivo
Il brano venne presentato nella sessione BBC registrata il 3 giugno 1971 per il John Peel's Sunday Concert, con la voce solista di Dana Gillespie, e successivamente fu eseguito da Bowie in quelle del 21 settembre 1971 e del 23 maggio 1972, oltre che nel concerto al Friars Club di Aylesbury il 25 settembre 1971.
Venne eseguito regolarmente nello Ziggy Stardust Tour 1972, come parte di una sequenza acustica che comprendeva Space Oddity e My Death di Jacques Brel. In seguito sparì dal repertorio fino all'Outside Tour 1995, quando fu "rispolverato" in una versione drum'n'bass.
Le ultime esibizioni dal vivo sono state quelle del 22 giugno 1996 al Rockpalast Open Air Festival di Lorelei, trasmesso dalla tv tedesca, e dell'8 gennaio 1997 nello special radiofonico della BBC ChangesNowBowie.

## Pubblicazioni
Andy Warhol si trova nelle seguenti raccolte:
- Best Deluxe (1973, uscito in Giappone)
- Bowie at the Beeb (2000)
- The Collection (2005)
- Live Santa Monica '72 (2008)
- Five Years (1969-1973) (2015, nel CD Re:Call 1)

## Cover
Tra gli artisti che hanno pubblicato cover di Andy Warhol:
- i Naked Sun nell'album eponimo del 1991 (solo nella versione CD pubblicata in Giappone nel 1992[8])
- i Treepeople in Guilt, Regret, Embarrassment del 1991
- gli Stone Temple Pilots come lato B del singolo Vasoline del 1994
- The Slags in Turn On · Tune In · Drop Out del 1995
- Evan and Jaron in We've Never Heard Of You, Either del 1998
- Eli in Loving The Alien - Athens, Georgia Salutes David Bowie del 1998
- i Judith in Reveuse del 1999
- i Tubalcain in Goth Oddity: A Tribute to David Bowie del 1999
- i Generation X in Live at the Paris Theatre, 1978 & 1981 del 1999
- i Serafin nel CD singolo Things Fall Apart del 2003
- Danny Michel in Loving The Alien: Danny Michel Sings The Songs Of David Bowie del 2004
- i Love Outside Andromeda in Like A Version: Volume One del 2005
- The Metrosexuals in .2 Contamination: A Tribute to David Bowie del 2006
- Federica Zammarchi in Jazz Oddity del 2011
- Joe Ladyboy in Four Songs EP del 2015 (digital release)

Il brano del 2003 Funky Dory della cantante e attrice inglese Rachel Stevens è costruito su un campionamento di Andy Warhol. David Bowie è accreditato come co-autore.